# A színlelt együgyű
A színlelt együgyű Wolfgang Amadeus Mozart 1769. május 1-jén Salzburgban bemutatott opera buffája. A darabot eredetileg a Mária Terézia mellett akkor már társuralkodóként tevékenykedő II. József rendelte meg, de az udvari intrikák megakadályozták a bécsi ősbemutatót.

## Az opera története
A Mozart család 1767-ben, nagy európai koncertkörútjának egyik állomásaként utazott az osztrák fővárosba. Bécsben ekkoriban tört ki a fekete himlő-járvány, amelyet a fiatal Wolfgang és nővére, Nannerl is elkapott. A manapság is veszélyes betegséget azonban sikerült átvészelniük. A csodagyerek meggyógyulásának híre eljutott a Burgba is, s ennek örömére Mária Terézia és a fiatal II. József fogadta a Mozart családot. A látogatás végén a zenekedvelő császár kérte fel Wolfgangot egy opera komponálására a bécsi Hotoper számára. Fizetségként 100 dukátot ajánlott fel.
Az opera témájául az akkoriban nagy népszerűségnek örvendő komédia költő, Carlo Goldoni egyik vígjátékát, a La finta semplice címűt választották. A 12 éves Mozart a szövegkönyv kézhez vétele után egyből hozzáfogott a munkához. A komponálással igen jól haladt, már csak azért is, mert a bécsi operában ez időben több kiváló buffonista is működött, így a siker szinte garantálva volt. A darab hamar elkészült, csakhogy a színházat bérlő és üzemeltető Giuseppe Afflisio igen féltékeny természetű lévén, minden eszközt bevetett, hogy hátráltassa a darab bemutatóját. Sikerült is elérnie, hogy a Habsburg udvar elálljon az opera bemutatásának szándékától, de a kész műért kifizették a honoráriumot. A család végül hazatért Salzburgba, ahol a hercegérsek színháza vállalta az opera bemutatását.
A mű további sorsáról nem sok biztosat lehet tudni 1921-ig. Ekkor Karlsruhe városában vitték színpadra Anton Rudolph német nyelvű szövegével. A német szöveggel mutatták be 1925-ben Bécsben, 1927-ben Breslauban, 1928-ban Prágában is. A német változat alapján készült a dán fordítás, amely 1923-ban csendült fel Koppenhágában. Az eredeti változatot Bernhard Paumgartner, a Mozart-hagyaték jelentős kutatója és ápolója (egyébként zenetudós és karmester) állította helyre 1956-ban. Az általa rekonstruált, eredeti, olasz nyelvű változatból hangfelvétel is készült. De ezután még három évtizedre volt szükség, hogy Mozart eme korai operája eredeti állapotában támadjon fel hamvaiból. 1983-ban valósult meg az eredeti, olasz nyelvű változat első, modern előadása Salzburgban, a Mozart-hét keretein belül, igaz, csak koncertelőadás formájában. Ezen előadás után kerülhetett sor az opera első, hitelesnek tekinthető teljes felvétele. Manapság két kiadó is kereskedelmi forgalomba hozta a művet a Mozart-összkiadás keretein belül: a Phillips és a Brilliant Classic.

## Az opera szereplői és helyszínei
| Szereplő                                                         | Hangfekvés       |
| ---------------------------------------------------------------- | ---------------- |
| Rosina, magyar bárónő                                            | koloratúrszoprán |
| Fracassa, az előbbi testvére, a cremonai magyar csapat kapitánya | tenor            |
| Don Cassandro, gazdag cremonai birtokos                          | basszus          |
| Don Polidoro, az előbbi öccse                                    | tenor            |
| Donna Giacinta, az előbbiek húga                                 | alt              |
| Ninetta, szobalány                                               | szoprán          |
| Simone, Fracassa szolgája                                        | basszus          |

- Történik: Cremona környékén a XVIII. században.
- Játékidő: 2 óra 46 perc

## Az opera cselekménye

### I. felvonás
Fracasso és Donna Giacinta, valamint Simone és Ninetta között szerelem szövődik. Giacinta esetében azonban a házasság létrejöttéhez szükség lenne fivérei beleegyezése, és Ninetta is csak gazdái engedélyével mehetne férjhez. A szobalány mindjárt ki is találja, hogyan lehetne a fivérek beleegyezését megszerezni: szerelmessé kell tenni őket. Erre máris kínálkozik egy kitűnő alkalom, ugyanis Rosina épp ekkor érkezik látogatóba. A magyar bárónő pedig különös szépség hírében áll. A szerelmesek beavatják tervükbe az asszonyt, aki persze rögtön a pártjukat fogja. Polidorót hamar elcsábítja, hiszen ő csak a bátya iránti szolidaritásból volt nőgyűlölő. Csakhamar elhalmozza bókjaival és ajándékaival az imádott hölgyet. Cassnadro azonban már keményebb dió. Vele szemben a szépség és a kacérság mit sem ér. Rosina ezért taktikát vált: együgyűnek tetteti magát és a férfi hiúságán át hódítja meg annak szívét. Cassandro élvezi, hogy szellemileg fölébe kerekedhet egy szép és bájos hölgynek. Rosina hamar eléri, hogy meginvitálja magához Cassandro: lakjon náluk, egy számára berendezett kis lakosztályban.

### II. felvonás
Rosina beköltözik a házba és gyorsan eléri, hogy a két agglegény bájai miatt egymásnak ugorjon. Eközben Giacinta és Fracassa szökést színlelve eltűnik és magukkal viszik a féltve őrzött családi vagyont is. A két zsugori uraság most már csak egyet akar: visszaszerezni pénzüket. Annak ígérik feleségül a lányokat (Giacintát és Ninettát), akik visszaszerzik a vagyonukat.

### III. felvonás
Simone és Fracassa amint meghallják a váratlan fordulatot, rögtön visszaszolgáltatják a titokban kölcsönvett pénzt. Hamarosan Giacinta is előkerül. Nincs más hátra, mint megtartani az esküvőt. Azonban mindenki meglepetésére nem kettő, hanem három esküvőre kerül sor. Cassandro ugyanis nem tud tovább élni a magát együgyűnek tettető Rosina nélkül.

## Az opera zenéje
Az opera ősbemutatóján a mű nyitányaként a KV 46 jelzésű D-dúr szimfónia hangzott el, és Mozarttól szokatlan módon, egy korábbi koncert ária is belekerült a zenei anyagba, a KV 35 jelzésű. A műben felcsendülő 21 áriában Mozart fiatal korához képest bámulatos pontossággal tapint rá egy-egy jellemre. Persze, a későbbi operákra jellemző, hiteles karakter ábrázolásokkal e művében még adós maradt a szerző. Az opera dallamvilága a német Liedhez áll közel, de a feldolgozás az olasz opera nyelvezetének tökéletes ismeretéről árulkodik már ekkor is. jól sikerült a Cassandro-Fracasso párbajkettős és szépek az egyszerűen, gondosan kivitelezett finálék. De a mű egészében véve kissé sematikusra sikeredett, az opera buffa műfajához képest kissé terjengős. Mindenesetre a Mozart operák iránt érdeklődőkben jó szórakozást kínál a zene.